# ادیوس
ادیوس (به انگلیسی: Edius) یک نرم‌افزار تدوین فیلم حرفه ای و محبوب برای رایانه‌های شخصی با سیستم عامل ویندوز است. این نرم‌افزار در ژوئن ۲۰۱۲ میلادی ارائه شده است. ادیوس در اصل در سال ۲۰۰۳ میلادی به وسیله شرکت کانپوس معرفی گردید. این نرم‌افزار کیفیتهای تصویری SD ،HD ،3Dو 4K و جدید 8k (را هم اضافه کرده) را پشتیبانی می کند .